# Przygotowanie pedagogiczne
Przygotowanie pedagogiczne – wymaganie formalne stawiane w polskim systemie edukacyjnym nauczycielom szkół publicznych, jego posiadanie ma gwarantować nabycie umiejętności pedagogicznych zapewniające prawidłowe nauczanie i sprawowanie opieki w oświacie. 
Jest określane w prawie jako nabycie wiedzy i umiejętności z psychologii, pedagogiki i dydaktyki szczegółowej. O posiadaniu przygotowania pedagogicznego świadczy dyplom ukończenia studiów lub inny dokument wydany przez uczelnię, dyplom ukończenia zakładu kształcenia nauczycieli lub świadectwo ukończenia kursu kwalifikacyjnego, z którego wynika, że absolwent uczestniczył w wymaganych zajęciach.

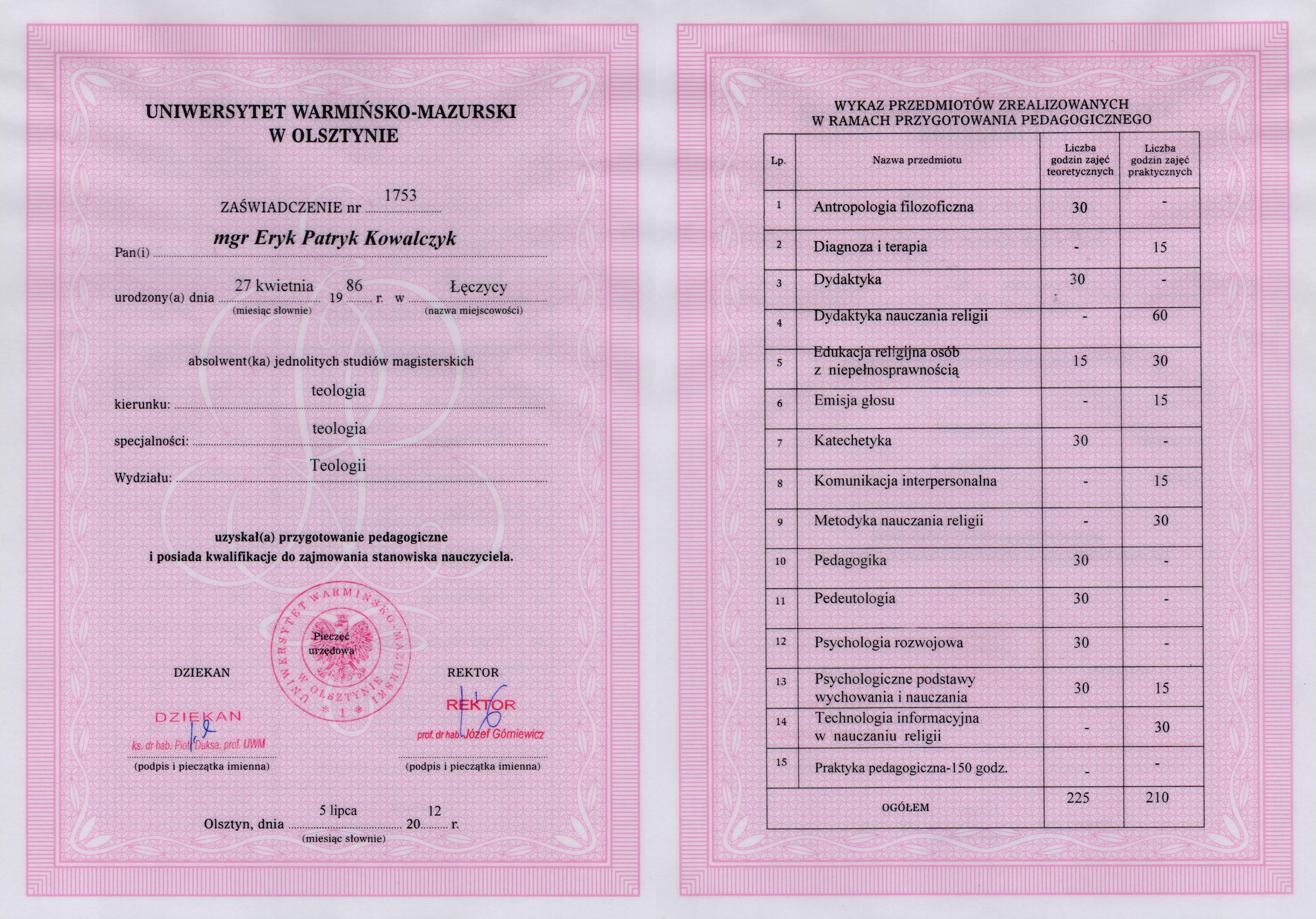
Przygotowanie pedagogiczne

## Cel
Przygotowanie pedagogiczne ma na celu, wyposażenie osoby w odpowiedni warsztat umiejętności pedagogicznych, poprzez dydaktyczne zastosowanie odpowiednich metod i technik nauczania (szkolenia) tak, by cel prowadzonych zajęć edukacyjnych został zrealizowany i osiągnięty.

## Prawo edukacyjne
Definicja przygotowania pedagogicznego według prawa, określona została w:
- rozporządzeniu Ministra Edukacji Narodowej z dnia 1 sierpnia 2017 r. w sprawie szczegółowych kwalifikacji wymaganych od nauczycieli (Dz.U. z 2020 r. poz. 1289) poprzedzonym rozporządzeniem Ministra Edukacji Narodowej z dnia 12 marca 2009 r. w sprawie szczegółowych kwalifikacji wymaganych od nauczycieli oraz określenia szkół i wypadków, w których można zatrudnić nauczycieli niemających wyższego wykształcenia lub ukończonego zakładu kształcenia nauczycieli (Dz.U. z 2015 r. poz. 1264)
- standardach kształcenia przygotowującego do wykonywania zawodu nauczyciela, określone zostało w rozporządzeniu Ministra Nauki i Szkolnictwa Wyższego z dnia 25 lipca 2019 r.  w sprawie standardów kształcenia przygotowującego do wykonywania zawodu nauczyciela (Dz.U. z 2021 r. poz. 890, ze zm.). Niniejsze rozporządzenie było poprzedzone rozporządzeniem Ministra Edukacji Narodowej i Sportu z dnia 7 września 2004 r. w sprawie standardów kształcenia nauczycieli (Dz.U. z 2004 r. nr 207, poz. 2110), które utraciło moc z dniem 1 października 2011 r. w związku z wejściem w życie ustawy z dnia 18 marca 2011 r. o zmianie ustawy – Prawo o szkolnictwie wyższym, ustawy o stopniach naukowych i tytule naukowym oraz o stopniach i tytule w zakresie sztuki oraz o zmianie niektórych innych ustaw (Dz.U. z 2011 r. nr 84, poz. 455, ze zm.).